# Prvenstvo Hrvatske u nogometu za kadete 1996./97.
Kadetski prvaci Hrvatske u nogometu za sezonu 1996./97. su treći put zaredom bili nogometaši Hajduka iz Splita.

## Prvi rang
Prvo je igrano po regijama nogometnog saveza, a potom se šest najuspješnijih momčadi su se plasirale u završnicu (doigravanje).

### Završnica
Konačni poredak: 

1. Hajduk Split
2. Osijek
3. Varteks Varaždin
4. Croatia Zagreb
5. Rijeka
6. Split